# Homosexualität im Tschad

Geografische Lage des Tschad

Homosexualität ist im Tschad in weiten Teilen der Gesellschaft tabuisiert, homosexuelle Handlungen sind seit August 2017 illegal.

## Illegalität
Es existiert kein Antidiskriminierungsgesetz im Tschad. Eine staatliche Anerkennung von gleichgeschlechtlichen Paaren besteht weder in der Form der Gleichgeschlechtlichen Ehe noch in einer eingetragenen Partnerschaft im Tschad. Homosexuelle Handlungen wurden infolge einer Überarbeitung des Strafgesetzbuches mit Wirkung vom 1. August 2017 illegal.